# Talsi (novads 2009–2021)
Talsi (łot.: Talsu novads) – jeden z łotewskich novadsów, funkcjonujący w latach 2009–2021.

## Historia
Novads powstało na terenach należących przed 2009 do rejonu Talsi.
W skład novadsu wchodziły 4 miasta: Sabile, Stende, Talsi i Valdemārpils oraz 14 pagastów: Abava, Ārlava, Balgale, Ģibuļi, Īve, Ķūļciems, Laidze, Lauciene, Lībagi, Lube, Strazde, Valdgale, Vandzene i Virbi. Jego stolicą zostało miasto Talsi.
Zlikwidowany w ramach reformy administracyjnej 30 czerwca 2021. Wszedł w całości w skład nowego, większego novadsu Talsi.